# Sani Lakatani
Sani Elia Lagigietama Lakatani (4 giugno 1936) è un politico niueano, premier di Niue per un mandato triennale, dal 1999 al 2002, quando successe a Frank Lui, ritiratosi dalla politica.
Fu poi vicepremier del suo successore e compagno di partito nel Partito del Popolo di Niue, Young Vivian.